# 奥古斯塔街凯旋门
奥古斯塔街凯旋门（葡萄牙語：Arco da Rua Augusta）是葡萄牙里斯本的一个石砌历史建筑和旅游景点，位于商业广场，纪念1755年里斯本大地震后的灾后重建。
这座建筑最初的设计是一座钟楼，但是经过一个多世纪的延迟，最终变成精雕细刻的拱门。它有6根高11米的圆柱，装饰着各种历史人物的雕像。中间是葡萄牙国徽。
顶部的群像由法国雕塑家塞莱斯坦·阿纳托利·Calmels创作。由于顶部檐口高达30米，它上面的人物必须也很巨大。中间的女性高达7米，代表荣耀，站立在三层的宝座上，手持两顶冠冕，为两侧的美德和天才加冕。
柱顶有四尊雕像，右侧的两尊代表努诺·阿尔瓦雷斯·佩雷拉和庞巴尔侯爵，左侧的达·伽马和韦里亚托。两个斜卧的人物象征特茹河和杜罗河。